# 肥川葉子
肥川 葉子（こいかわ ようこ、1974年5月18日 - ）は、日本の元競泳選手。福岡県出身。1992年バルセロナオリンピック日本代表。熊本県教育長県立学校教育局体育保健課

## 経歴
宗像市立自由ヶ丘中学校、九州女子高等学校、筑波大学出身。
1991年パンパシフィック水泳選手権の400mフリーリレーと800mフリーリレーでともに日本新記録を樹立して、2つの銀メダルを獲得した。
1992年バルセロナオリンピック選考会では100m背泳ぎで予選と決勝で日本新記録を更新しての優勝、100m自由形で3位に入り、日本代表に選出された。バルセロナオリンピック本大会では200m自由形で予選敗退、100m背泳ぎで8位入賞、400mフリーリレーで予選敗退、400mメドレーリレーでは予選・決勝で日本記録を更新して7位入賞という結果だった。
1993年パンパシフィック水泳選手権の100m背泳ぎ・800mフリーリレー（日本新記録）・400mメドレーリレーで3つの銅メダルを獲得した。
地元福岡で開催された1995年夏季ユニバーシアードでは200m背泳ぎで金メダルを獲得した。
1996年アトランタオリンピック選考会では100m背泳ぎで4位、200m背泳ぎでB決勝7位（全体15位）となり、2大会連続のオリンピック出場は果たせなかった。